# Rio Darul
O Rio Darul é um rio da Romênia, afluente do Vediţa, localizado no distrito de Olt.